# 국립 이르쿠츠크 대학교

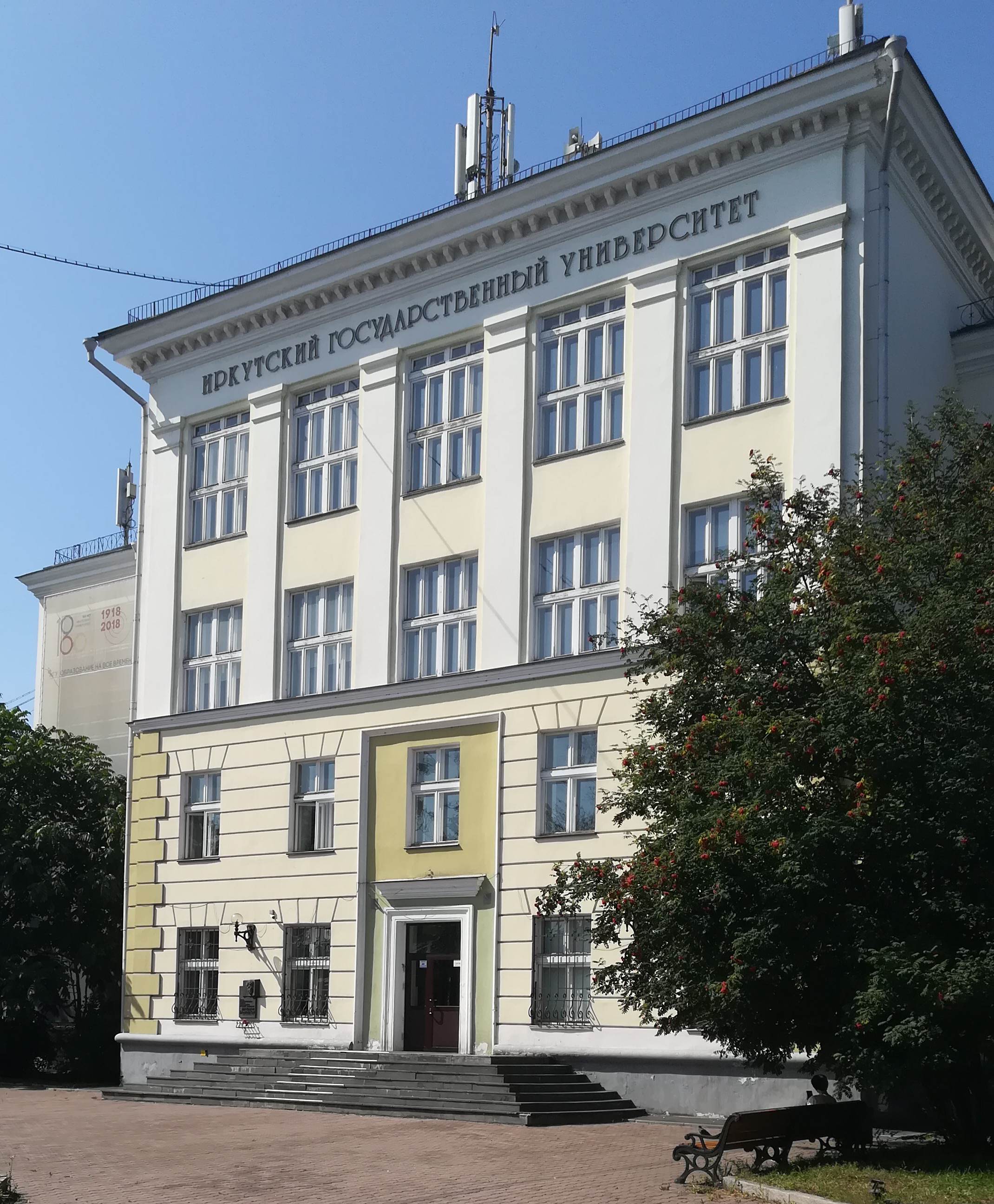

국립 이르쿠츠크 대학교(Иркутский государственный университет)는 러시아 시베리아 지방 이르쿠츠크주 이르쿠츠크에 있는 4년제 국립 대학교이며 1918년에 첫 개교하였다.